# Der Läufer (2018)
Der Läufer ist ein Schweizer Film aus dem Jahr 2018 mit Max Hubacher und Annina Euling, bei welchem der Schweizer Hannes Baumgartner Regie führte. Der Film basiert auf einem wahren Schweizer Kriminalfall anfangs der Nullerjahre und verlegt das düstere Doppelleben des Berner Spitzensportlers und Kochs Mischa Ebner in einen aktuellen Kontext. Gemäss Produzent Stefan Eichenberger handelt es sich um einen fiktionalen Film, der sich am realen Fall orientiert, aus Rücksicht auf die Opfer und die involvierten Personen ist es aber keine reine Nacherzählung.

## Inhalt
Jonas ist ein erfolgreicher Langstreckenläufer, der für den Olympiamarathon trainiert und von seinem Umfeld als freundlich und äusserst hilfsbereit wahrgenommen wird. Er arbeitet als Koch und will demnächst mit seiner Freundin Simone zusammenziehen. Nach einer missglückten Titelverteidigung am «Langenfelder» (eine Anspielung an den Frauenfelder Waffenlauf) holt Jonas seine traumatisierte Kindheit und der Suizid seines geliebten Bruders immer stärker ein. Unfähig, seinen Leidensdruck nach aussen zu tragen und nach Hilfe zu suchen, entwickelt der Protagonist ein tragisches Doppelleben.

## Produktion
Der Film wurde von Stefan Eichenberger und Ivan Madeo von CONTRAST FILM Bern in Co-Produktion mit Schweizer Radio und Fernsehen, SRG SSR und Teleclub realisiert. Eichenberger wurde für seine Arbeit bei «Neuland» und «Heimatland» mehrfach ausgezeichnet, mit seinem Kurzfilm «Parvaneh» war er sogar für einen Oscar nominiert. Seit Ende Juni 2017 ist Eichenberger zudem Mitglied der Academy of Motion Picture Arts and Sciences.
Die 19-jährige Zürcherin Luna Wedler wurde an der Berlinale als «European Shooting Star 2018» ausgezeichnet und spielt die Nebenrolle der Laura. Der Protagonist Jonas wird von Max Hubacher gespielt, der 2012 (Der Verdingbub) und 2018 (Mario) mit dem Schweizer Filmpreis ausgezeichnet wurde.
Der Film feierte im August 2018 beim Locarno Festival seine Premiere, wurde im September 2018 im Rahmen des San Sebastián Film Festivals und beim Zurich Film Festival gezeigt und kam am 4. Oktober 2018 in die Schweizer Kinos. Im Januar 2019 lief der Film beim Filmfestival Max Ophüls Preis erstmals in Deutschland. Die Schweizer TV-Premiere fand am 10. Juni 2020 auf SRF 2 statt.

## Rezeption

### Kritiken und Einspielergebnis
In einer Kritik von OutNow.CH heisst es, der Film gehe wegen seiner Thematik ziemlich nahe, und vergeblich versuche man sich die genauen Beweggründe hinter den Taten zusammenzureimen: „Schlussendlich ist der wahre Horror, dass Gewaltakte nicht immer erklärbar sind, obwohl wir uns dies als eine Art Trost gerne wünschten.“ Gerade dass man die Figur des Jonas nicht einfach in ein Täter-Profil-Klischee stecken kann, mache den Film so schwerverdaulich.
Nachdem Der Läufer Anfang Oktober 2018 in die Schweizer Kinos gekommen war, gelang ihm der beste Kinostart eines Schweizer Filmes im Jahre 2018.

### Auszeichnungen und Nominierungen (Auswahl)
Festival Internacional de Cine de San Sebastián 2018
- Nominierung für den New Directors Award (Hannes Baumgartner)

Schweizer Filmpreis 2019
- Nominierung in der Kategorie Bester Spielfilm
- Nominierung in der Kategorie Bester Darsteller (Max Hubacher)

Braunschweig International Film Festival
- Für seine Verkörperung der Rolle des Jonas in „Der Läufer“ von Hannes Baumgartner erhielt Max Hubacher 2019 den mit 3.000 Euro dotierten „Braunschweiger Filmpreis“ als bester Newcomer Schauspieler.